# Публичные слушания
Публичные слушания являются одной из форм участия населения в осуществлении местного самоуправления.
Публичные слушания — это возможность граждан влиять на содержание принимаемых муниципальных правовых актов и является важным средством муниципальной демократии. Они проводятся с участием жителей муниципального образования для обсуждения проектов муниципальных правовых актов и по вопросам местного значения. Публичные слушания призваны обеспечить учет мнения населения Российской Федерации в решении жизненно важных вопросов. Правоприменительная практика в Российской Федерации  на активное развитие публичных слушаний (например, только в 2007 г. на муниципальном уровне было проведено почти 48 тысяч публичных слушаний, на которые было вынесено порядка 50 тысяч вопросов).

## Основные принципы.
Порядок организации и проведения публичных слушаний определяется уставом муниципального образования и нормативными правовыми актами представительного органа муниципального образования и должен предусматривать заблаговременное оповещение жителей муниципального образования о времени и месте проведения публичных слушаний, заблаговременное ознакомление с проектом муниципального правового акта, равно как и другие меры, обеспечивающие участие в публичных слушаниях жителей муниципального образования, опубликование (обнародование) результатов данных слушаний.
В Уставах муниципальных образований обычно содержится общая информация о публичных слушаниях, а более конкретно порядок организации и проведения публичных слушаний определяется Положением (Порядком), принимаемым решением представительного органа муниципального образования.
Публичные слушания проводятся по инициативе населения, представительного органа муниципального образования или главы муниципального образования. Публичные слушания, проводимые по инициативе населения или представительного органа муниципального образования, назначаются представительным органом муниципального образования, в противном случае — главой муниципального образования.
Согласно Федеральному Закону «Об общих принципах организации местного самоуправления в РФ» на публичные слушания должны выноситься:
- проект устава муниципального образования, а также проект муниципального правового акта о внесении изменений и дополнений в данный устав, кроме случаев, когда изменения вносятся исключительно в целях приведения закрепляемых в уставе вопросов местного значения и полномочий по их решению в соответствие с Конституцией Российской Федерации, федеральными законами;
- проект местного бюджета и отчет о его исполнении;
- вопросы о преобразовании муниципального образования;
- проекты планов и программ развития муниципального образования, проекты правил землепользования и застройки, проекты планировки территорий и проекты межевания территорий, проекты правил благоустройства территорий, а также вопросы предоставления разрешений на условно разрешенный вид использования земельных участков и объектов капитального строительства, вопросы отклонения от предельных параметров разрешенного строительства, реконструкции объектов капитального строительства, вопросы изменения одного вида разрешенного использования земельных участков и объектов капитального строительства на другой вид такого использования при отсутствии утвержденных правил землепользования и застройки.

Публичные слушания — это не завершение процесса принятия решения и не способ непосредственного принятия решения, это способ промежуточных действий по подготовке итогового действия — принятия решения. Такое решение принимается не участниками публичных слушаний, а публичным лицом, уполномоченным в соответствии с законодательством принимать итоговое решение. Если бы было иначе, то мы имели бы дело не с публичными слушаниями, а с референдумом, итоги которого являются обязательными для публичной власти.
Смысл публичных слушаний по вопросам градорегулирования в том, чтобы донести до горожан информацию о градостроительном решении, а затем рассмотреть все замечания и предложения участников публичных слушаний в рамках подготовки заключения с рекомендациями публичной власти о принятии или непринятии такого решения. Принципиально важным моментом является обязательность проведения публичных слушаний по вопросам, определенным Градостроительным кодексом Российской Федерации.

## Формы осуществления
Кроме того, возможны следующие варианты реализации публичных слушаний:
1. единовременное приглашение общественных деятелей — руководителей некоммерческих организаций, ТОСов и ТСЖ и представление им проекта нормативного акта. Такая схема реализована в г. Новосибирске;
2. создание общественной палаты из представителей некоммерческих организаций, которая и будет проводить общественные слушания. Пример — г. Северодвинск;
3. специальные процедуры, эквивалентные западным аналогам — например, жюри граждан или гражданский воркшоп.